# Ford Cortina
De Ford Cortina is een model van de autofabrikant Ford dat destijds werd gemaakt in de fabriek in Dagenham. De naam Cortina is afgeleid van de wintersportplaats Cortina d'Ampezzo (zoals Ford later ook deed met de keuze voor Capri).

## Mk I

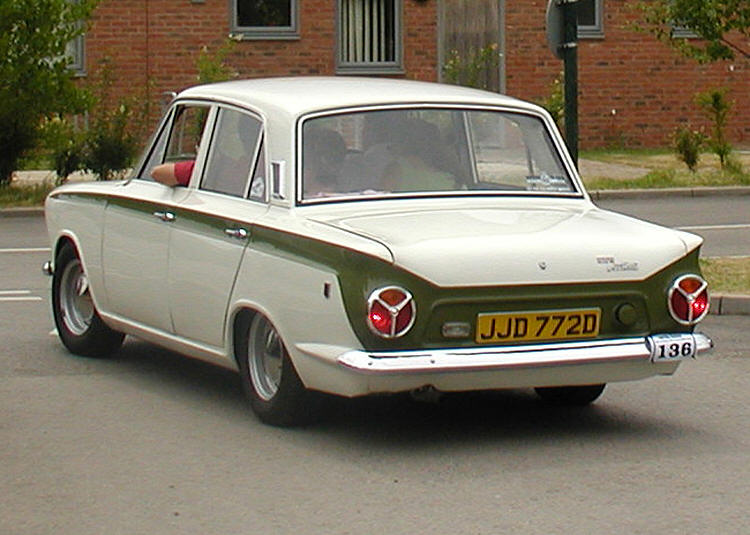
Lotus Cortina met de kenmerkende groene streep over de zijkant

De Ford Cortina Mk I werd in september 1962 in 2 modellen geïntroduceerd; als standaard- en als luxemodel verkrijgbaar in 2- of 4-deursuitvoering. Het ontwerp was specifiek bestemd voor de Engelse markt maar was ook op de exportmarkt verkrijgbaar. Zeer kenmerkend waren de aflopende zijstrepen en de bekende Y-vorm in de ronde achterlichten. Het werd een van Fords meest succesvolle modellen.
Met de Cortina probeerde Ford voort te borduren op de bewezen succesformule van zijn voorganger de Ford Anglia 105E. Ook de Cortina kreeg een bovenliggende nokkenas, 4-versnellingsbak en MacPherson-ophanging.
Tot 1963 waren de modellen nog voorzien van de 1198 cc-motor uit de Anglia 105E. Voor £ 84 extra kon men echter al beschikken over een 1498 cc-motor.
In 1963 werden de Cortina 1500 Super uitgebracht - herkenbaar aan de chroomstrepen aan de zijkant – de Ford Cortina GT - met de 1500cc-motor en een dubbele Weber-carburateur, schijfremmen voor en een aangepaste sportieve vering – en de stationwagenserie de Estate in een 1200 cc deluxe en 1500 cc superuitvoering – met als kenmerk de nephouten panelen op de zijkant en achterdeur. Het in juli 1963 laatst uitgebrachte model werd de door Colin Chapman opgevoerde sportieve - en aan een groene band over de zijkanten herkenbare - Ford Lotus Cortina.
In de volgende periode werden op alle modellen technische perfectioneringen aangebracht. Zo werd de stuurkogel vervangen, kwamen er kindersloten op de achterdeuren, werd optioneel een doorlopende voorbank geleverd (behalve op de GT) en was ook een automatische uitvoering verkrijgbaar.
In 1964 werden de belangrijkste verbeteringen op de Cortina aangebracht. Op alle modellen kwamen standaard schijfremmen voor, de grille werd herontworpen en het Ford 'aeroflow'-ventilatiesysteem werd aangepast.

## Mk II

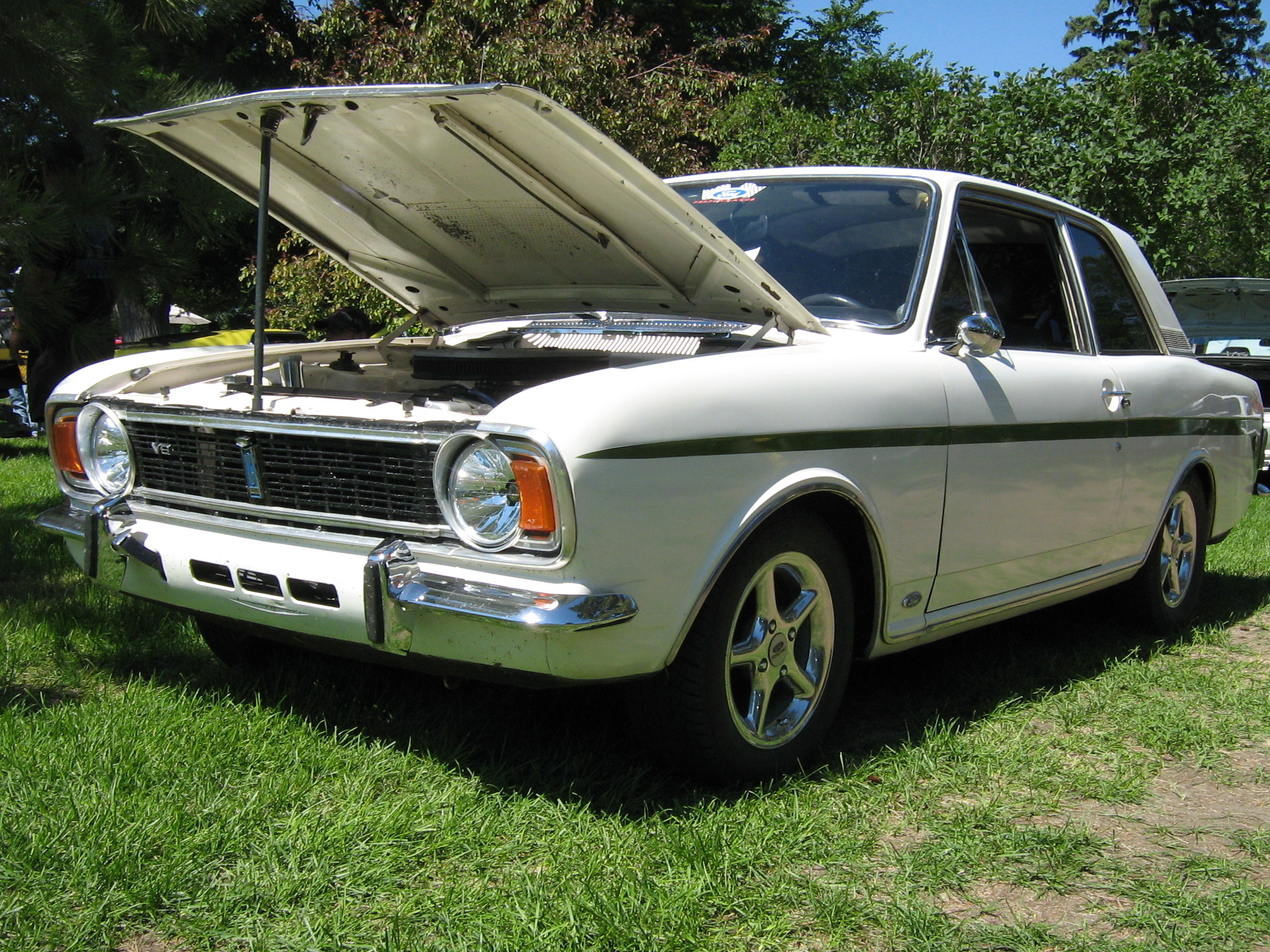
Vanaf 1966 vervangen door de Ford Cortina Mk II

Uiteindelijk kwam in 1966 de grootste wijziging; nadat meer dan 1 miljoen Mk I’s waren geproduceerd werd de Cortina Mk II geïntroduceerd als opvolger. Deze had nog wel hetzelfde chassis maar was voor het overige een geheel andere constructie. Motorisch waren er ook veranderingen in de vorm van nieuwe crossflowmotoren met een cilinderinhoud van 1300 en 1600 cc. Hierdoor kreeg de motor meer vermogen maar werd hij toch zuiniger in brandstofverbruik.
De Mk II werd geleverd tot begin 1970. Nadat ook van het Mk II-model meer dan 1 miljoen stuks waren geproduceerd introduceerde men op de Earls Court autoshow de nieuwe Ford Cortina Mk III.

## Mk III

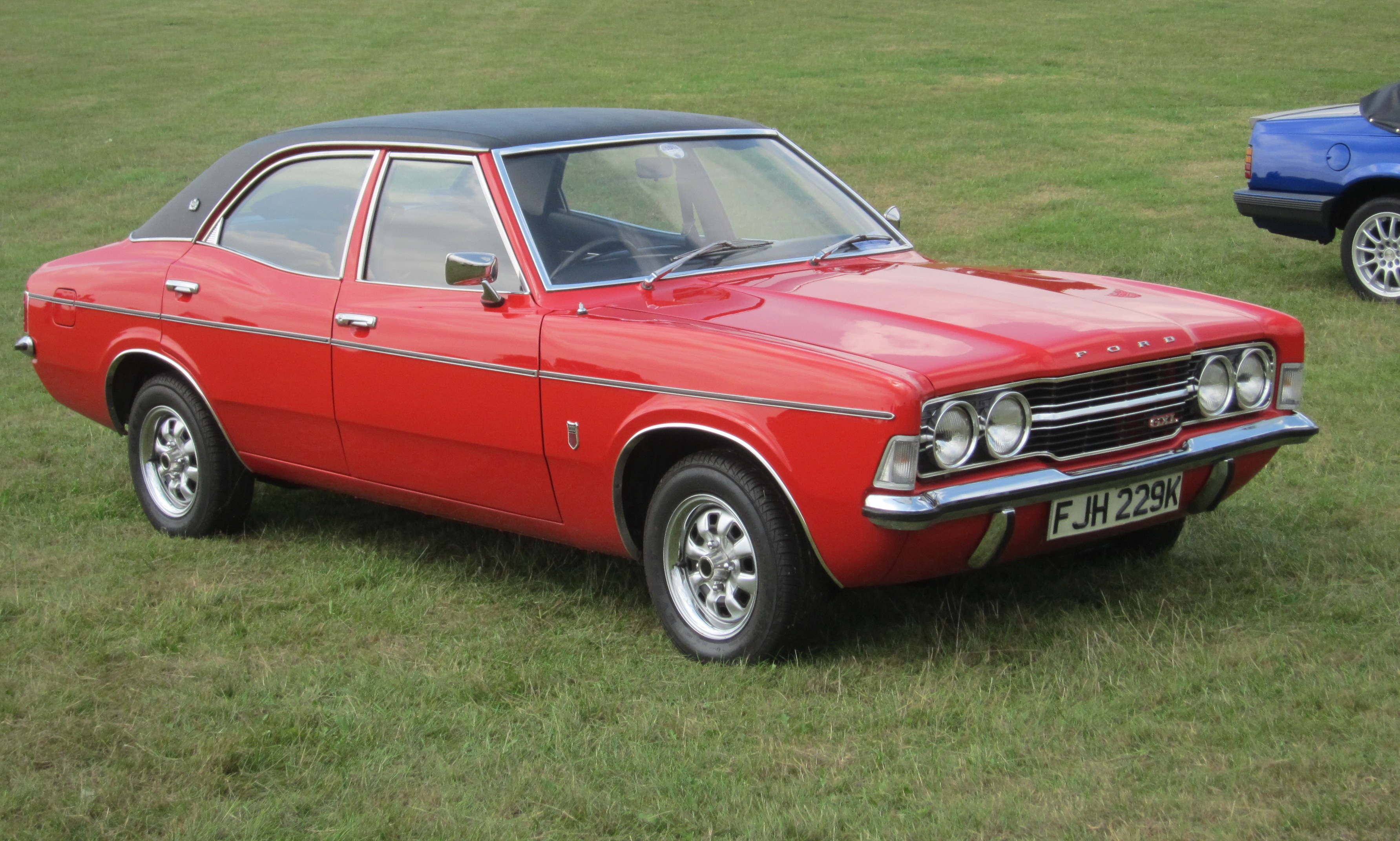
En vanaf 1970 opgevolgd door de Ford Cortina Mk III

In 1970 werd de laatste zelfstandige versie van de Cortina gepresenteerd. Inmiddels deelde hij het platform al met de Taunus (vandaar "TC") maar de carrosserievorm (coupéachtig, "Coke bottle styling") week af van die van de Taunus. Net als de Taunus TC had de Cortina Mk III de opvallende Knudsen-neus.
De type-uitrusting in die tijd werd bij Ford gekenmerkt door aanduidingen zoals de L, XL, XLR, GT, GTS, GTX, GTXLR en GTXLS. Tevens besloot Ford gedurende de productie van de Cortina Mk III-serie alle Britse modellen te verminderen ten gunste van de bijna identieke in het Duitse Keulen geproduceerde Ford Taunus.

## Mk IV en Mk V

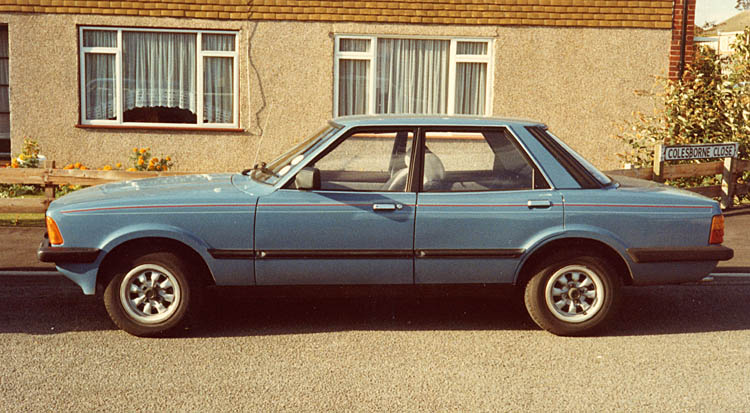
Ford Cortina Mk V

Met de introductie van de Mk IV in 1976 waren er geen verschillen meer tussen de Taunus en Cortina, de eigen Engelse vormgeving werd opgegeven ten gunste van de Duitse. Een laatste facelift (vaak Mk V genoemd) vond plaats in 1979. De opvolger werd in 1982 de Ford Sierra.

## Nederlandse productie
Vanaf 1962 tot 1974 werd de Ford Cortina ook geassembleerd in de Nederlandse Ford-fabriek, Amsterdam Assembly. Deze fabriek exporteerde ook Cortina's naar het Verenigd Koninkrijk vanwege de grote vraag daar (en soms ook vanwege de stakingen daar).

## Koreaanse productie
Hyundai Motor Company uit Zuid-Korea, dat destijds geen eigen automodellen produceerde, begon in 1969 met de productie van de Cortina voor de lokale markt. In 1971 werden in totaal 9.290 Cortina's geassembleerd uit geprefabriceerde en grotendeels uit Europa afkomstige onderdelen. In het begin werd slechts ongeveer een kwart van de onderdelen in het binnenland gemaakt maar het aandeel lokaal geproduceerde onderdelen werd door regelgeving van de overheid gestaag verhoogd. Daarmee was Hyundai in de latere jaren niet alleen een assemblagefabriek maar ook producent van de Cortina. Bovendien had Hyundai de distributie en aanpassing aan de Koreaanse markt van de Duitse Taunus 20M en de Amerikaanse Ford Mustang voor Zuid-Korea overgenomen. Hiermee werd Ford (tijdelijk) marktleider op de Koreaanse markt.
De Cortina werd in Korea vertaald Ford Koti genoemd en vaak als taxi gebruikt. Na het einde van de productie in Europa bleef hij in Korea in productie tot het einde van 1982, toen Hyundai de Cortina verving door een zelf ontwikkeld model op Cortinabasis, de Hyundai Stellar.